# Pomnik Fryderyka Chopina w Krakowie (Planty)
Pomnik Fryderyka Chopina – pomnik polskiego pianisty i kompozytora Fryderyka Chopina na Plantach w Krakowie.
W niektórych źródłach został podana jako data jego budowy rok 1888, co stoi w sprzeczności z informacją podaną przez krakowski „Czas” we wrześniu 1891 roku, że sekcja ekonomiczna rady miasta wyraziła zgodę na ustawienie pomnika. Wystąpił o nią Tadeusz Stryjeński w imieniu Konstantego Wołodkowicza, który zobowiązał się pokryć wszystkie koszty jego ustawienia. Pomnik składał się z granitowego cokołu, na którym znajdowało się brązowe popiersie artysty i posiadał napis: Chopin 1809–1849. Ustawiony został na placyku za kościołem Reformatów. Autorem pomnika był Władysław Marcinkowski. Rozebrano go w 1931 roku z zamiarem postawienia okazalszego postumentu, planom tym przeszkodziła jednak wojna. Obecnie popiersie znajduje się w zbiorach Muzeum Narodowego w Krakowie. 